# François-René de Betz
Pour les articles homonymes, voir Betz.
François-René de Betz, dit le « comte de La Harteloire » (titre de courtoisie), né à La Harteloire, paroisse Saint-Martin d'Ambillou, le 15 novembre 1648 et mort le 19 mai 1726 à La Motte près de Tours, est un officier de marine français des XVIIe et XVIIIe siècles. Il combat dans la marine royale pendant les guerres de Hollande, de la guerre franco-algérienne,  de la Ligue d'Augsbourg et de Succession d'Espagne. Il termine sa carrière au grade lieutenant général des armées navales et grand-croix de l'ordre royal et militaire de Saint-Louis.

## Biographie

### Origines et famille
Fils de René de Betz, seigneur de la Fontaine, du Cormier et d'Ambillou, et de Marie Gallois, mariés à Paris le 16 juin 1645, il est le petit-neveu par sa mère du poète Scarron, mari de Madame de Maintenon dont il sera le protégé.
Il épouse Jacquette Dolet, fille de Nicolas Dolet, sieur de Châteauverd, capitaine major du château de Brest, et de Louise Bérard.

### Carrière dans la marine Royale

#### Débuts
Il commence sa carrière dans la Méditerranée, combattant à de nombreuses reprises les pirates barbaresques et ottomans cherchant à s'emparer des vaisseaux marchands français, et capture un navire corsaire aux alentours de Tripoli en 1669.

#### Guerre de la Ligue d'Augsbourg (1688-1697)

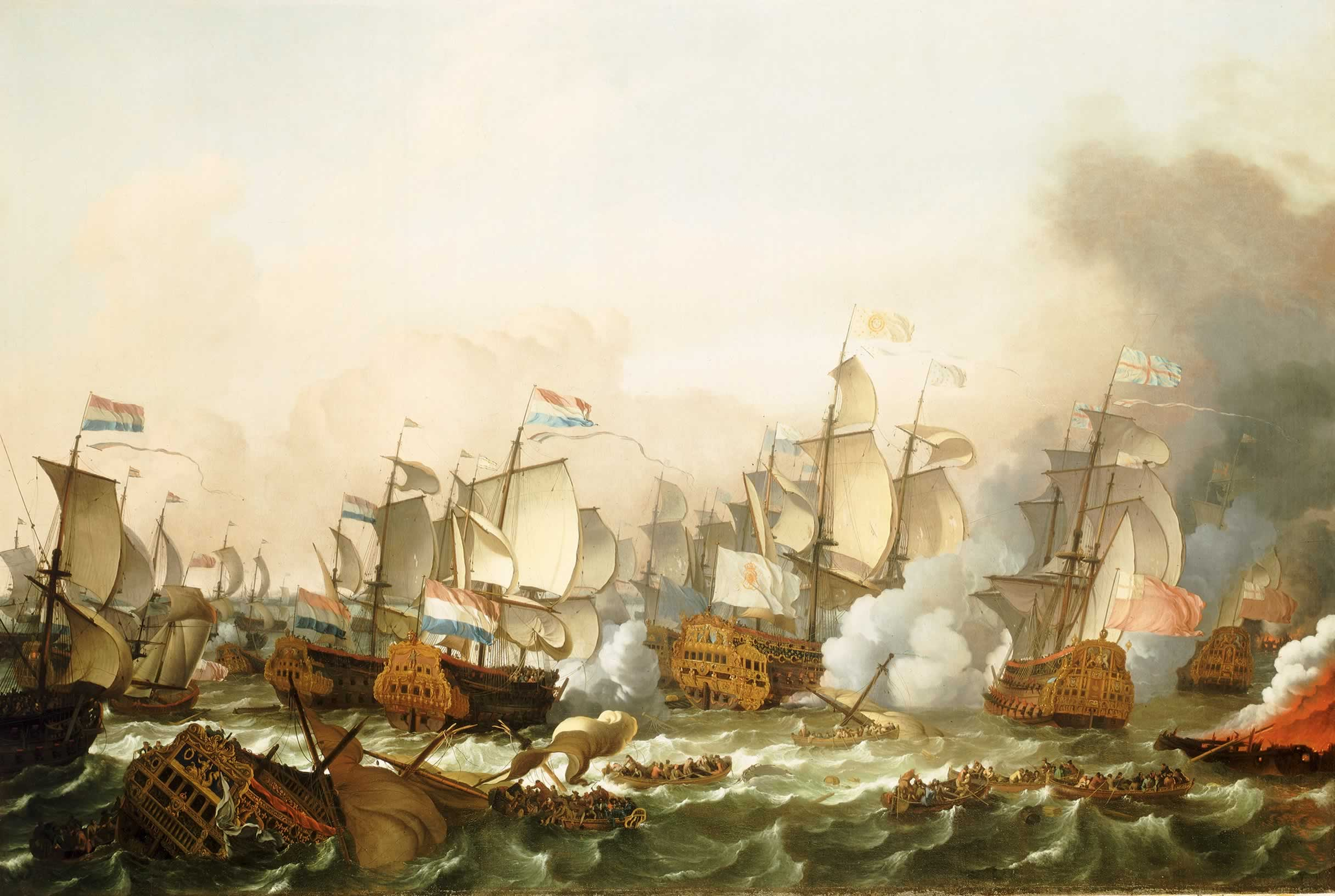
La bataille de Barfleur-La Hougue à laquelle participe François-René de Betz en 1692.

Pendant la guerre de la Ligue d'Augsbourg, il est à la bataille de la baie de Bantry le 11 mai 1689 et commande L'Arrogant, dans le corps de bataille, conduit par le marquis de Châteaurenault.
Le 29 mai 1692, à la bataille de la Hougue, il commande Le Fier, 90 canons, qu'il ne peut sauver de la destruction et qui doit être brûlé pour éviter qu'il ne tombe entre les mains des Anglais. Matelot de Gabaret, lieutenant général, il se signale en étant le premier à engager le combat et le dernier à le cesser. À la bataille du cap Béveziers, le 10 juillet 1690, il commande Le Fort, 52 canons.
En 1694, La Harteloire, capitaine de vaisseau, est fait chevalier de Saint-Louis. Il est promu chef d'escadre des armées navales le 1er avril 1697 (en même temps que Jean Bart).

#### Guerre de Succession d'Espagne (1701-1714)
En janvier 1704, son fils est promu lieutenant de vaisseau. Le 24 août 1704 il est à la bataille navale de Vélez-Málaga sur le Triomphant, 92 canons, dans l'arrière garde de la flotte combinée franco-espagnole. L'arrière garde est commandée par le lieutenant général de Langeron. Dans son Histoire maritime de la France, l'historien Léon Guérin cite les hommes placés sous ses ordres:

« À l'arrière-garde, le lieutenant général de Langeron commandait, ayant Tourouvre pour premier matelot, de Sepville pour vice-amiral, et, pour contre-amiral, la Harteloire, qui avait l'insigne honneur de se trouver entre deux officiers du grand nom de Duquesne, Duquesne-Mosnier et Duquesne-Guiton. Parmi les autres officiers de la flotte française, on comptait les la Roche-Allard, les de Grancei, les de Bagneux, les de Villars, les de Blenac, et plusieurs non moins dignes. A cette brillante élite, il n'y avait guère que Château-Regnaud, Forbin, d'Iberville et Duguay-Trouin qui manquassent. »

Il est élevé au grade de lieutenant-général des armées navales en 1705, en remplacement de De Relingue, tué l'année précédente à Vélez-Málaga.
Le 6 mai 1709, son fils, lieutenant de vaisseau, est tué dans un combat où Duguay-Trouin s'empare d'un vaisseau anglais. Dans ses Mémoires, le célèbre corsaire écrit :

« M. de la Harteloire, fils du Lieutenant-Général de ce nom, jeune homme plein de valeur, fut tué en se presentant des premiers à l'abordage ; & il y eut encore deux autres Officiers blessez. »

En 1715, il est décoré du cordon rouge de grand-croix de l'ordre royal et militaire de Saint-Louis.
Le 19 mai 1726, alors qu'il est le plus ancien des lieutenants-généraux des armées navales, il meurt dans son château de Harteloire à la Motte près de Tours, âgé de soixante-dix huit ans, dont cinquante-huit passés au service du Roi (1668-1726).

## Postérité
Il a donné son nom à plusieurs lieux et monuments de Brest :  
- Place de l’Harteloire, inaugurée le 8 septembre 1895. Le comte de la Harteloire avait acheté, en 1693, les terrains formant le quartier qui porte son nom, et où il construisit une bastide, à l’aide des profits tirés de la guerre de course. Cette place n'existe plus depuis la reconstruction de Brest après la Seconde Guerre mondiale[5].
- Rue de l'Harteloire
- Pont de l’Harteloire
- Lycée Collège Harteloire

### Sources et bibliographie
- Michel Vergé-Franceschi, Les Officiers généraux de la Marine royale : 1715-1774, Paris, Librairie de l'Inde, 1990, 383 p. (ISBN 2-905455-04-7), p. 40
- Rémi Monaque, Une histoire de la marine de guerre française, Paris, éditions Perrin, 2016, 526 p. (ISBN 978-2-262-03715-4)
- Étienne Taillemite, Dictionnaire des marins français - nouvelle édition revue et augmentée, Paris, éditions Tallandier, 2002, 573 p. (ISBN 2-84734-008-4)
- Charles La Roncière, Histoire de la Marine française : La Guerre de Trente Ans, Colbert, t. 5, Paris, Plon, 1920, 822 p. (lire en ligne)
- Charles La Roncière, Histoire de la Marine française : La crépuscule du Grand règne, l’apogée de la Guerre de Course, t. 6, Paris, Plon, 1932, 674 p. (lire en ligne)
- René Duguay-Trouin, Memoires de monsieur du Guay-Trouin, lieutenant general des Armées Navales, chez Pierre Mortier, 1746 (lire en ligne)
- M. d'Aspect, Histoire de l'Ordre royal et militaire de Saint-Louis, vol. 3, Paris, chez la veuve Duchesne, 1780 (lire en ligne), p. 198
- Léon Guérin, Histoire maritime de France, t. II, 1844 (lire en ligne)